# Liothorax kraatzi
Liothorax kraatzi är en skalbaggsart som beskrevs av Edgar von Harold 1868. Liothorax kraatzi ingår i släktet Liothorax och familjen Aphodiidae. Inga underarter finns listade i Catalogue of Life.